# Olszewko (Nidzica)
Olszewko (deutsch Klein Olschau) ist ein nicht mehr offiziell genannter und auch kein eigenständiger Ort mehr in der polnischen Woiwodschaft Ermland-Masuren und liegt im Gebiet der Gmina Nidzica (Stadt- und Landgemeinde Neidenburg) im Powiat Nidzicki (Kreis Neidenburg).

## Geographische Lage
Olszewko liegt im Südwesten der Woiwodschaft Ermland-Masuren, vier Kilometer südwestlich der Kreisstadt Nidzica (deutsch Neidenburg).

## Geschichte
Der ursprünglich Klein Olsche genannte Ort wurde vor 1498 gegründet und hieß erst seit 1574 Klein Olschau. Im Jahre 1874 wurde der Ort in den neu errichteten Amtsbezirk Saberau (polnisch Zaborowo) im ostpreußischen Kreis Neidenburg eingegliedert. 123 Einwohner zählte Klein Olschau im Jahre 1910.
Aufgrund der Bestimmungen des Versailler Vertrags stimmte die Bevölkerung in den Volksabstimmungen in Ost- und Westpreußen am 11. Juli 1920 über die weitere staatliche Zugehörigkeit zu Ostpreußen (und damit zu Deutschland) oder den Anschluss an Polen ab. In Klein Olschau stimmten 63 Einwohner für den Verbleib bei Ostpreußen, auf Polen entfielen keine Stimmen.
Am 1. Oktober 1935 schlossen sich die Gemeinden Groß Olschau (polnisch Olszewo) und Klein Olschau zur neuen Gemeinde Olschau zusammen, die am 3. Juni – amtlich bestätigt am 16. Juli – 1938 aus politisch-ideologischen Gründen der Abwehr fremdländisch klingender Ortsnamen in „Struben“ umbenannt wurde.
1945 wurde das gesamte südliche Ostpreußen und mit ihm Struben in Kriegsfolge an Polen überstellt. Das einstige Klein Olschau erhielt die polnische Namensform Olszewko und ist heute „część wsi Olszewo“ (= „ein Teil des Dorfes Olszewo“) in der Gmina Nidzica (Stadt- und Landgemeinde Neidenburg) im Powiat Nidzicki (Kreis Neidenburg).

## Kirche
Bis 1945 war die Olschauer bzw. Strubener Ortschaft Klein Olschau in die evangelische Pfarrkirche Neidenburg in der Kirchenprovinz Ostpreußen der Kirche der Altpreußischen Union sowie in die römisch-katholische Pfarrkirche Neidenburg im Bistum Ermland eingepfarrt.
Heute ist die Ortschaft über die Muttergemeinde Olszewo in die evangelische bzw. katholische Pfarrgemeinde in Nidzica integriert.

## Verkehr
Die Ortschaft Olszewko liegt an einer Nebenstraße, die von Nidzica nach Kozłowo führt.